# Haskalah

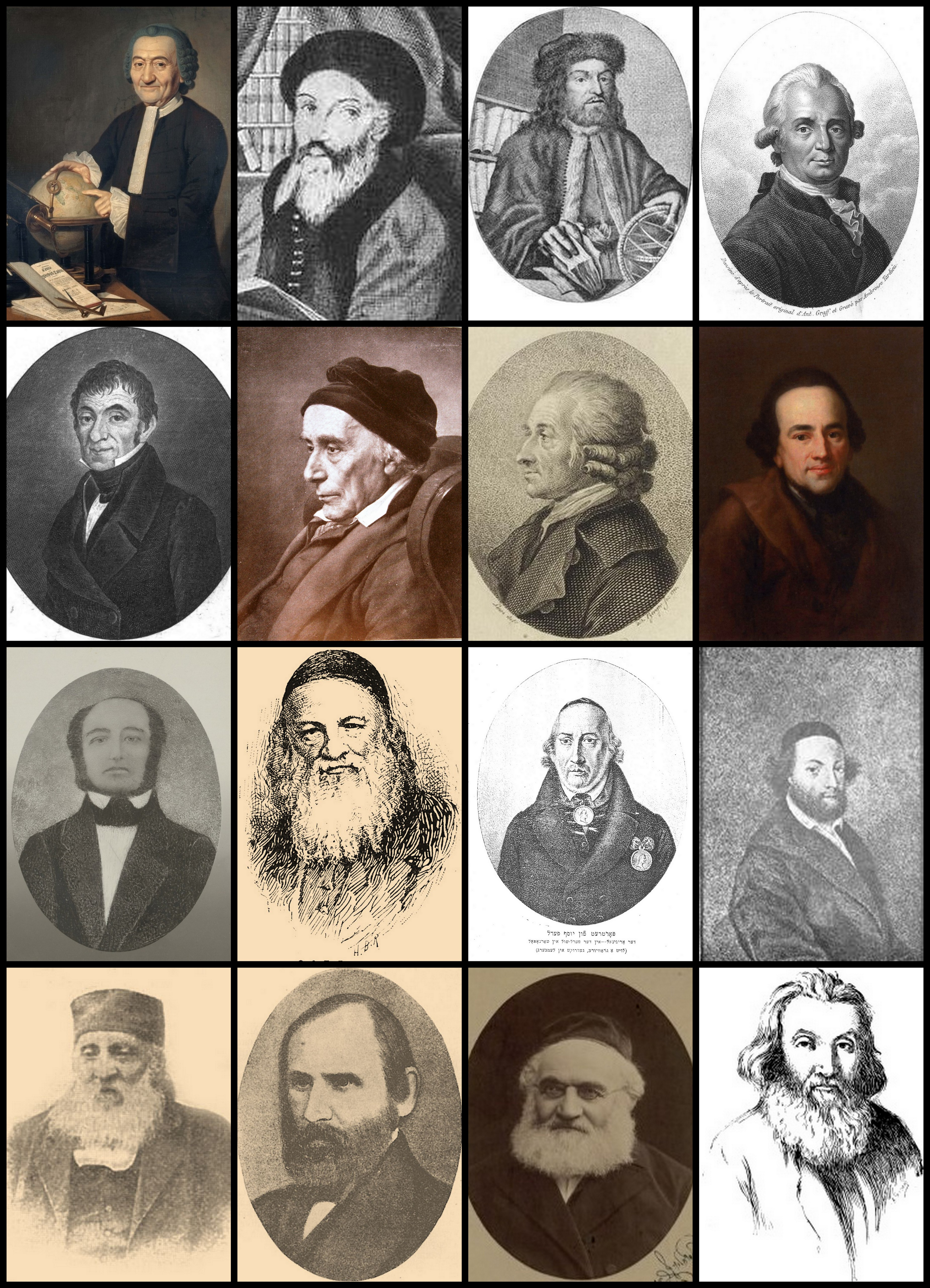
1. Proto-Haskalah: Raphael Levi Hannover • Solomon Dubno • Tobias Cohn • Marcus Elieser Bloch
2.Haskalah berlinese: Salomon Jacob Cohen • David Friedländer • Hartwig Wessely • Moses Mendelssohn
3. Austria e la Galizia: Judah Löb Mieses • Solomon Judah Loeb Rapoport • Joseph Perl • Baruch Jeitteles
4. Russia: Avrom Ber Gotlober • Abraham Mapu • Samuel Joseph Fuenn • Isaac Baer Levinsohn.

La haskalah (השכלה) è una corrente, detta anche illuminismo ebraico, che nasce e si sviluppa nel XVIII secolo, nel momento storico che precede l'emancipazione ed il riconoscimento dell'eguaglianza agli ebrei. La haskalah (la cui radice in ebraico è la stessa di sekel, che significa 'mente', 'intelletto', 'cervello') è un movimento culturale aperto a contaminazioni ma capace di conservare sempre una propria identità.

## Storia
La haskalah, con un piccolo ritardo rispetto agli altri movimenti illuministi, sorse in Germania per poi diffondersi in gran parte dell'Europa ed in piccola parte anche oltre Atlantico. Padre ed ispiratore del movimento fu Moses Mendelssohn, vicino a Gotthold Ephraim Lessing, libero pensatore di estrazione protestante energico difensore degli ebrei in Germania. Quest'ultimo introdusse Mendelssohn nel mondo degli intellettuali berlinesi dove si dedicò alla composizione di saggi e dissertazioni filosofiche.
Gli illuministi ebrei, detti maskilim, di cui Mendelssohn era il primo rappresentante, ritenevano necessario introdurre modifiche nel proprio modo di vita, in vista dell'incontro con le società europee. Gli illuministi della Haskalah proposero ad esempio una riforma nel sistema scolastico (si veda l'opera del goriziano Eliahu Morpurgo, uno dei pedagogisti dell'haskalah), si cimentarono nella modernizzazione dell'ebraico e cominciarono ad affiancare il tedesco alla lingua tradizionale yiddish.
Nel 1783 il movimento diede vita al periodico Ha-Meassef ('Il mietitore'), scritto in ebraico ma con inserti in tedesco in caratteri ebraici, che segnò la svolta del giornalismo ebraico verso l'era moderna. Gli intellettuali che operarono al periodico furono chiamati measefím e furono gli ispiratori, almeno nell'Europa del nord, della prosa, della poesia e del moderno teatro ebraico. Mendelssohn e l'haskalah non parlarono mai di riforma religiosa, restando sempre sul terreno dell'incontro di una cultura con la modernità. Interessante l'approccio in termini di rivalutazione della razionalità, come strumento di raccordo con la religione. Pur tuttavia egli pensò alla possibilità di sottrarre gli ebrei alla giurisdizione interna delle comunità senza che nessuno potesse imputargli strappi sul terreno propriamente religioso.
All'epoca, la fama di Mendelssohn fu legata soprattutto alla sua traduzione del Pentateuco in tedesco, opera che lui stesso definì «il primo passo verso la civiltà, da cui il mio popolo si è tenuto lontano per lungo tempo…». L'influenza di Mendelssohn fu forte in Germania, soprattutto a Berlino, dove operò e nei paesi vicini, senza estendersi troppo al di fuori dell'Europa centro-settentrionale. Nel XIX secolo tuttavia la haskalah si fece conoscere soprattutto nell'Europa orientale grazie alle visite degli studiosi ebrei di quelle regioni che emigravano in cerca della hokhmah, ossìa della cultura secolare intrisa di conoscenze scientifiche, storiche, linguistiche e letterarie oramai proprie dei maskilìm. Berlino proprio per questo fu vista come la “Gerusalemme dell’illuminismo”.
Movimento variegato ed aperto, la haskalah non chiuse probabilmente le sue porte neppure ad esponenti dell'eresia frankista, una sorta di coda del movimento messianico di Shabatai Zevi da tempo in opposizione all'ebraismo ufficiale, legata forse a logge della massoneria, un'altra forza dei tempi, decisamente in relazione con la filosofia illuminista. Molti ebrei influenzati dalla haskalah e dalla vicinanza che questa portava con la cultura europea furono sedotti dalla possibilità dell'assimilazione abbracciando il cristianesimo. Basti pensare alla famiglia di Karl Marx, discendente da rabbini che si convertì al protestantesimo come pure le stesse figlie di Mendelssohn. Altri, invece, gettarono le basi della nuova scienza del giudaismo, la Wissenschaft des Judentums.
Da qui parte la storia moderna che ci porta a vedere almeno un'impronta della haskalah nelle vicende che seguirono e che furono rappresentate dalla riforma ebraica, di cui due esponenti di spicco erano proprio due seguaci di Mendelssohn, David Friedlaender (1750-1834), un imprenditore illuminato, e Israel Jacobson (1768-1828) un colto finanziere. Anche il più moderno sionismo, movimento di risorgimento nazionale d'impronta romantica, vanta necessariamente una discendenza legittima dalla haskalah. Il chassidismo si oppose già alle prime forme di illuminismo ebraico per la perdita della pratica e per la forma troppo liberale dello studio della Torah.